# Tunel Milochov
Tunel Milochov je železniční tunel, který je ve výstavbě na přeložce trati Bratislava – Žilina mezi Púchovem a Považskou Bystricí.
Tunel pod vrchem Stavná bude dvoukolejný a jednotrubný. Jeho celková délka bude 1 861 metrů. Ražená část tunelu bude dlouhá 1 770 metrů, hloubená část u východního portálu 71 metrů, při západním 20 metrů. Součástí bude také úniková štola s délkou 266,5 metru, která má být situována přibližně v polovině délky tunelu kolmo k jeho ose a její vyústění bude v obecní části Horní Milochov. Novou rakouskou tunelovací metodou je naplánováno vytunelovat cca 250 000 m³ rubaniny. Severní vyústění by mělo být v areálu bývalých Povážských strojíren. Provozní rychlost tunelu je 160 km/h.
Tunel by měl být vystavěn za 1023 dní. V červnu 2019 byl od východního portálu vyražen úsek v délce 430 m. Od západního portálu bylo vyražených 120 m. Ražení tunelu dále probíhá pouze od východního portálu. 
Smlouva na úsek Sdružením Nimnica byla podepsána 7. července 2016 a staveniště předáno začátkem září 2016. Celý úsek mezi Púchovem a Považskou Teplou by měl být hotový v prosinci 2021. Železniční zastávka Milochov bude výstavbou tunelu zrušena bez náhrady, na místě současné tratě bude postavena cesta.
Během výstavby tunelu byla stavitelem u východního portálu pod zeminou objevena černá skládka odpadu v hloubce půl až jednoho metru. Skládka je důvodem prodražení úseku Púchov - Považská Teplá o 430 tisíc eur. 
Tunel byl proražen 8. září 2020.